# Kazacsinszkoje (Krasznojarszki határterület)
Kazacsinszkoje (oroszul: Казачинское) falu Oroszország ázsiai részén, a Krasznojarszki határterületen, a Kazacsinszkojei járás székhelye.
Népessége: 3864 fő (a 2010. évi népszámláláskor).

## Elhelyezkedése
Krasznojarszktól 200 km-re északra, a Jenyiszej bal partján, a Csornaja mellékfolyó torkolatánál helyezkedik el. A falun át vezet az északi Jenyiszejszkbe tartó regionális jelentőségű út. A legközelebbi vasútállomás Leszoszibirszkben van.

## Története
Kazacsij Lug ('kozák rét') néven kozák őrhelyként alapították 1636-ban a Krasznojarszkot és Jenyiszejszket összekötő út mentén. A lakosság főként gabonatermesztéssel foglalkozott, és a 19. században híresek voltak a falu vásárai. Innen indultak az Angarán túli aranyásók telepeire az élelemmel és takarmány megrakott szekérkaravánok. Kikötője is volt a folyón, de az 1930-as években megszűnt. 
1780-ban épült templomát az 1930-as években lerombolták. Az 1990-es években ideiglenesen egy faépületben nyitották meg az új templomot. 2003-ban Kazacsinszkojeben nagy tűzvész keletkezett, amely a falu nagy részét elpusztította. A lakóházak többségét fél év alatt helyreállították. A falu új kisméretű mecsetét 2011 őszén avatták fel.